# Palmetto Bay
Palmetto Bay – wieś w Stanach Zjednoczonych, w stanie Floryda, w hrabstwie Miami-Dade.